# Wilhelm Gösser

Johann Wilhelm Gösser (né le 6 mai 1881 à Mühltal près de Leoben, mort le 10 mars 1966 à Graz) est un sculpteur autrichien.

## Biographie
Il est le fils de Hans Brandstetter qui lui apprend la sculpture en même temps qu'à Jakob Gschiel (de). Il étudie à l'académie des beaux-arts de Vienne de 1905 à 1912.
Il vit et travaille à Graz où il devient professeur à l'Ortweinschule. Parmi ses œuvres, il y a le buste de Hugo Wolf dans le parc du Palais Meran et d'autres bustes et monuments funéraires dans le cimetière central de Graz. Avec Bruno Fiedler, il crée de 1927 à 1930 le monument aux morts de Leibnitz.
En 1966, il refait le monument d'Otto Jarl, un lion, à la mémoire du major Franz Xaver Hackher zu Hart (de), le défenseur de la colline de Schloßberg, surplombant Graz.

## Source, notes et références
- (de) Cet article est partiellement ou en totalité issu de l’article de Wikipédia en allemand intitulé « Wilhelm Gösser » (voir la liste des auteurs).